# Cricklewood (London)

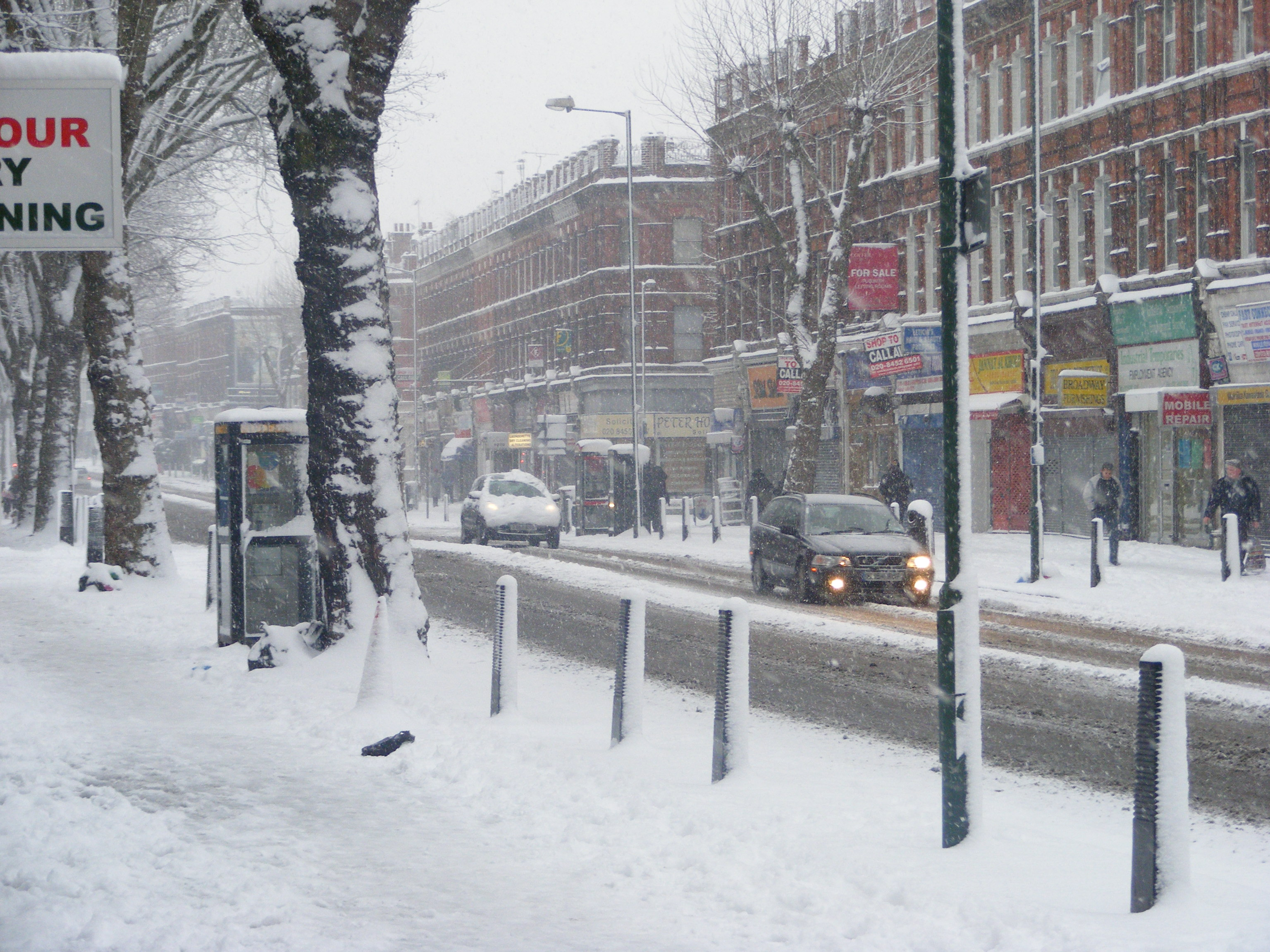
Cricklewood Broadway, Februar 2009

Cricklewood ist ein Teil der Londoner Stadtbezirke Brent, Barnet und Camden. Das Viertel befindet sich hauptsächlich im ländlichen Teil des Nordwestens von London und enthält Wohnhausanlagen, Reihenhäuser, kleinere Firmen und Lokale. Cricklewood liegt 8,2 km nordwestlich von Charing Cross (Stadtzentrum).